# کلوئه لوگارزو
کلوئه لوگارزو (انگلیسی: Chloe Logarzo؛ زادهٔ ۲۲ دسامبر ۱۹۹۴) بازیکن فوتبال اهل استرالیا است.
از باشگاه‌هایی که در آن بازی کرده‌است می‌توان به واشینگتن اسپیریت اشاره کرد.
وی همچنین در تیم‌های ملی فوتبال Australia women's national under-20 soccer team و زنان استرالیا بازی کرده‌است.